# 渡辺芳男
渡辺 芳男（わたなべ よしお、1919年（大正8年）8月24日 － 1995年（平成7年）6月15日）は、日本の政治家。日本社会党衆議院議員(2期)。

## 来歴
静岡県出身。運輸通信省鉄道教習所卒業。日本社会党富士総支部長、日本社会党県本部書記長を歴任。1967年の第31回衆議院議員総選挙静岡2区に日本社会党から出馬し、初当選。しかし、1969年の第32回衆議院議員総選挙、1972年の第33回衆議院議員総選挙では落選。1976年、第34回衆議院議員総選挙で返り咲いた。1979年、落選により政界を引退。